# Радзиковская, Кристина
Кристина Радзиковская (пол. Krystyna Radzikowska; урождённая Холуй; пол. Hołuj; 5 февраля 1931, Львов — 29 ноября 2006) — польская шахматистка, почётный гроссмейстер (1984).

## Шахматная карьера
Девятикратная чемпионка Польши (1951, 1952, 1953, 1955, 1956, 1957, 1959, 1966, 1969). В составе команды Польши участница пяти олимпиад (1957—1972); лучший результат на 1-й доске (1957) — 9 очков из 11. Участница соревнований на первенство мира: зональные турниры ФИДЕ — Лейпциг (1954) и Краков (1957) — 3-4-е места; турнир претенденток (Москва, 1955) — 15-16-е место, межзональный турнир 1971 г. в Охриде — 8—9-е место.
Лучшие результаты в других международных соревнованиях: Блед (1957) — 2-е; Бевервейк (1966) — 3-4-е; Пётркув-Трыбунальски и София (1967) — 2-3-е; Люблин (1969) — 1-2-е; Белград (1974) — 5-7-е; Будапешт (1977) — 5-8-е; Йер (1979) — 3-4-е места.
Играла также в заочные шахматы. В чемпионатах мира ИКЧФ среди женщин: участница финального турнира 6-го чемпионата (2000—2005, 9-е место), полуфинала 5-го чемпионата. Участница олимпиад ИКЧФ в составе национальной сборной, в том числе бронзовый призёр в командном зачёте 4-й олимпиады (1992—1996; второе индивидуальное место на первой доске, +5 -0 =3).

## Изменения рейтинга
| Графики недоступны из-за технических проблем. См. информацию на Фабрикаторе и на mediawiki.org. |